# Coming of Age (canción)
«Coming of Age» —en español: «La mayoría de edad»— es una canción interpretada por la banda de indie pop estadounidense Foster the People de su segundo álbum de estudio, Supermodel. Fue escrita por Mark Foster, Cubbie Fink, Sean Cimino, y Isom Innis de la banda, junto con el productor musical británico Paul Epworth. La canción fue lanzada como el primer sencillo de Supermodel en Estados Unidos el 14 de enero de 2014, y fue lanzada en el Reino Unido el 16 de marzo de 2014.

## Video musical
El video musical de «Coming of Age» se estrenó en YouTube el 13 de enero de 2014. Dirigido por Vern Moen y Zachary Rockwood, el vídeo muestra el proyecto LA Freewalls y fue filmado en el sur de Los Ángeles Street. Ofrece imágenes a time-lapse que representa la creación de un mural de la carátula Supermodel.

## Lista de canciones
Descarga digital

| N.º | Título          | Escritor(es)                                                   | Productor(s)    | Duración |  |
| 1.  | «Coming of Age» | Mark Foster, Isom Innis, Jacob Fink, Sean Cimino, Paul Epworth | Epworth, Foster | 4:40     |  |

## Personal
Foster the People
- Cubbie Fink – Bajo, coros
- Mark Foster – voz principal, guitarra, teclados
- Mark Pontius – batería, percusión, coros

## Posicionamiento en listas
| Listas (2014)                               | Mejor posición |
| ------------------------------------------- | -------------- |
| Canadá (Canadian Hot 100)                   | 69             |
| US Billboard Bubbling Under Hot 100 Singles | 6              |
| US Alternative Songs (Billboard)            | 8              |
| US Rock Songs (Billboard)                   | 14             |

## Historial de lanzamientos
| País           | Fecha               | Formato          | Discográfica     |
| -------------- | ------------------- | ---------------- | ---------------- |
| Estados Unidos | 14 de enero de 2014 | Descarga digital | Columbia Records |
| Reino Unido    | 16 de marzo de 2014 | Descarga digital | Columbia Records |

| País           | Fecha               | Formato radial                   | Discográfica     |
| -------------- | ------------------- | -------------------------------- | ---------------- |
| Estados Unidos | 14 de enero de 2014 | Rock moderno / radio alternativo | Columbia Records |
| Estados Unidos | 20 de enero de 2014 | Radio Triple A                   | Columbia Records |